# Calceolaria talcana
Calceolaria talcana là một loài thực vật có hoa trong họ Calceolariaceae. Loài này được J.Grau & C.Ehrh. mô tả khoa học đầu tiên năm 1993.